# ميشيل مادرايغال
ميشيل مادرايغال هي ممثلة فلبينية، ولدت في 4 نوفمبر 1986 في مدينة كيزون في الفلبين.

## وصلات خارجية
- ميشيل مادرايغال على موقع IMDb (الإنجليزية)
- ميشيل مادرايغال على موقع قاعدة بيانات الفيلم (الإنجليزية)